# Langrend under vinter-OL 2014
Langrendskonkurrencerne under vinter-OL 2014 blev afviklet i Skiskydnings- og Skiløbscentret Laura ved Krasnaja Poljana i Rusland. Konkurrencerne blev afholdt mellem 8. og 23. februar 2014.

## Medaljevindere

### Mænd
| Disciplin           | Guld                                                               | Guld      | Sølv                                                                                 | Sølv      | Bronze                                                                               | Bronze    |
| ------------------- | ------------------------------------------------------------------ | --------- | ------------------------------------------------------------------------------------ | --------- | ------------------------------------------------------------------------------------ | --------- |
| Sprint              | Ola Vigen Hattestad                                                | 3:38,4    | Teodor Peterson                                                                      | 3:39,6    | Emil Jönsson                                                                         | 3:55,2    |
| Holdsprint          | Finland Iivo Niskanen Sami Jauhojärvi                              | 23:14,89  | Rusland Maksim Vylegzjanin Nikita Krjukov                                            | 23:15,86  | Sverige Emil Jönsson Teodor Peterson                                                 | 23:30,01  |
| 15 km klassisk stil | Dario Cologna                                                      | 38:29,7   | Johan Olsson                                                                         | 38:58,2   | Daniel Richardsson                                                                   | 39:08,5   |
| 30 km skiatlon      | Dario Cologna                                                      | 1:08:15,4 | Marcus Hellner                                                                       | 1:08:15,8 | Martin Johnsrud Sundby                                                               | 1:08:16,8 |
| 50 km fri stil      | Aleksander Legkov                                                  | 1:46:55,2 | Maksim Vylegzjanin                                                                   | 1:46:55,9 | Ilja Tjnernousov                                                                     | 1:46:56,0 |
| 4 × 10 km stafet    | Sverige Lars Nelson Daniel Richardsson Johan Olsson Marcus Hellner | 1:28:42,0 | Rusland Dmitrij Jarapov Aleksander Bessmertnykh Aleksander Legkov Maksim Vylegzjanin | 1:29:09,3 | Frankrig Jean-Marc Gaillard Maurice Manificat Robin Duvillard Ivan Perrillat Boiteux | 1:29:13,9 |

### Kvinder
| Disciplin           | Guld                                                            | Guld      | Sølv                                                                         | Sølv      | Bronze                                                                | Bronze    |
| ------------------- | --------------------------------------------------------------- | --------- | ---------------------------------------------------------------------------- | --------- | --------------------------------------------------------------------- | --------- |
| Sprint              | Maiken Caspersen Falla                                          | 2:35,49   | Ingvild Flugstad Østberg                                                     | 2:35,87   | Vesna Fabjan                                                          | 2:35,89   |
| Holdsprint          | Norge Ingvild Flugstad Østberg Marit Bjørgen                    | 16:04,05  | Finland Aino-Kaisa Saarinen Kerttu Niskanen                                  | 16:13,14  | Sverige Ida Ingemarsdotter Stina Nilsson                              | 16:23,82  |
| 10 km klassisk stil | Justyna Kowalczyk                                               | 28:17,8   | Charlotte Kalla                                                              | 28:36,2   | Therese Johaug                                                        | 28:46,1   |
| 15 km skiatlon      | Marit Bjørgen                                                   | 38:33,6   | Charlotte Kalla                                                              | 38:35,4   | Heidi Weng                                                            | 38:46,8   |
| 30 km fri stil      | Marit Bjørgen                                                   | 1:11:05,2 | Therese Johaug                                                               | 1:11:07,8 | Kristin Størmer Steira                                                | 1:11:28,8 |
| 4 × 5 km stafet     | Sverige Ida Ingemarsdotter Emma Wikén Anna Haag Charlotte Kalla | 53:02,7   | Finland Anna Kyllönen Aino-Kaisa Saarinen Kerttu Niskanen Krista Lähteenmäki | 53:03,2   | Tyskland Nicole Fessel Stefanie Böhler Claudia Nystad Denise Herrmann | 53:03,6   |

## Medaljetabel
| Plac. | Land      | Guld | Sølv | Bronze | Total |
| ----- | --------- | ---- | ---- | ------ | ----- |
| 1.    | Norge     | 5    | 2    | 4      | 11    |
| 2.    | Sverige   | 2    | 5    | 4      | 11    |
| 3.    | Schweiz   | 2    | 0    | 0      | 2     |
| 4.    | Rusland   | 1    | 3    | 1      | 5     |
| 5.    | Finland   | 1    | 2    | 0      | 3     |
| 6.    | Polen     | 1    | 0    | 0      | 1     |
| 7.    | Frankrig  | 0    | 0    | 1      | 1     |
| 7.    | Slovenien | 0    | 0    | 1      | 1     |
| 7.    | Tyskland  | 0    | 0    | 1      | 1     |